# Кирил Мескин
Кирил Петров Мескин е български скулптор.

## Биография
Кирил Мескин е роден на 23 май 1943 година в село Асеново. През 1970 година завършва Великотърновския университет „Св. св. Кирил и Методий“ със специалност „Скулптура“ и една година по-късно започват участията му в национални и регионални изложби, организирани от Съюза на българските художници.
През 2000 година дарява своята композиция „Мадона“ на катедралата в Есен, Германия, а през 2002 година на евангелистката църква в Хатинген дарява своята пластична композиция „Спиралата на живота“. Мескин е автор и на скулптурата на Дева Мария от Фатима в едноименната католическа църква в Плевен.
Участва в изложби в Белгия, Германия, Канада, Русия, Франция и Чехия. Негови творби се съхраняват в България и в чужбина.
Кирил Мескин е професор, известно време преподавател във Великотърновския университет и негов дарител.

## Отличия
През 1994 година Кирил Мескин получава наградата за скулптура на СБХ, а през 2002 година – голямата награда от Първото биенале на малките форми в Плевен. В колектив печели втора награда при неприсъдена първа през 1991 година в Бургас и 1996 година в Горна Оряховица на националните конкурси за войнишки паметник. През 2012 година получава награда за скулптура от Националния конкурс „Алианц – България“ за живопис, скулптура и графика.